# Tumbes (region)
Tumbes er en af de 25 regioner i Peru, beliggende længst mod nord i landet. Hovedbyen hedder også Tumbes.
3°53′S 80°35′V / 3.88°S 80.59°V